# Celine Song
Celine Song (셀린 송 nascuda el 1988) és una directora, dramaturga i guionista sud-coreana-canadenca establerta als Estats Units. Entre les seves obres es troben Endlings i The Seagull on The Sims 4. El seu debut com a directora Past Lives es va estrenar al 39è Festival de Cinema de Sundance.

## Primera vida i educació
Song va néixer a Corea del Sud. Els seus pares, tots dos artistes, van traslladar la família a Markham, Ontario, Canadà quan tenia 12 anys. El seu pare, Song Neung-han, és cineasta.
Song va assistir a la Queen's University a Ontario per a la seva llicenciatura i va estudiar psicologia, abans de rebre el seu màster en escriptura teatral]a la Universitat de Colúmbia a Nova York el 2014.

## Carrera
L'obra de Song Endlings es va estrenar el 2019 a l'American Repertory Theatre. L'espectacle off-Broadway es va inaugurar el març de 2020 al New York Theatre Workshop, però es va interrompre a causa de la pandèmia de la COVID-19. L'espectacle explica la història de tres dones coreanes grans haenyeos i un escriptor coreano-canadenc que viu a Nova York. En una ressenya mixta, Alexandra Schwartz def The New Yorker va descriure Endlings com "dues obres unides aproximadament: una obra de teatre tradicional que pretén representar la vida de la gent i un examen metaficcional de les motivacions pròpies del dramaturg, que coqueteja amb honestedat abans de seguir un camí solipsista sense retorn."
El novembre de 2020, Song va dirigir una producció en directe de La gavina de Txèkhov utilitzant The Sims 4 a twitch per a Taller de teatre de Nova York, anomenat The Seagull on The Sims 4. En una ressenya de Vulture, Helen Shaw va elogiar l'obra experimental: "Crec que l’obra/joc de la Song gestionava el truc capturant l'experiència no d'"anar a un programa", sinó de" treballar-hi. A la seva instància, els espectadors van portar la qualitat de l'atenció que comporta la col·laboració, i que se sentia com un motor en moviment sota tot, intentant impulsar l'espectacle a l'existència."
La seva primera feina com a guionista de televisió va ser com a guionista de la primera temporada de La roda del temps d'Amazon.
Song va escriure el guió de Past Lives, el seu debut cinematogràfic com a directora, sobre dos amics de la infància que després es van reunir com a adults (interpretats per Greta Lee i Teo Yoo ). La pel·lícula va ser produïda per A24 i es va estrenar al Sundance Film Festival el 21 de gener de 2023. Benjamin Lee de The Guardian la va puntuar amb un 4/5 estrelles i va elogiar el treball de Song: "com a escriptora, Song aconsegueix mantenir el seu diàleg creïblement lleuger i lliure, mentre que com a directora, captura amb seguretat i evocació ambdues ciutats amb una amplitud que desmenteix la seva inexperiència. És una pel·lícula bonica i transportadora, però feta amb els dos peus fermament a terra." Richard Lawson de Vanity Fair va aclamar la pel·lícula com a "subestimada i tanmateix vast en la seva consideració dels lents canvis de la vida, del passat que sempre xiuxiueja al present. La pel·lícula és un debut tan auspici com es pot esperar veure a Sundance, l'anunci d'una cineasta confiada en el seu ofici i generosa amb el seu cor." Alissa Wilkinson de Vox va dir que Past Lives hauria de ser "una de les pel·lícules més comentades del 2023". La seva pel·lícula s'ha comparat amb les de Richard Linklater, Woody Allen i Noah Baumbach.

## Vida personal
Song resideix a la ciutat de Nova York amb el seu marit, l'escriptor Justin Kuritzkes.

## Filmografia

### Cinema
| Any        | Títol            | Director | Guionista | Notes | Ref.   |
| ---------- | ---------------- | -------- | --------- | ----- | ------ |
| 2023       | Past Lives       | Sí       | Sí        |       | [ 12 ] |
| A anunciar | The Materialists | Sí       | Sí        |       |        |

### Televisió
| Any  | Títol             | Notes                           | Ref.  |
| ---- | ----------------- | ------------------------------- | ----- |
| 2021 | La roda del temps | Equip de guionistes; 8 episodis | [ 1 ] |

## Teatre
| Any  | Títol                      | Paper     | Notes                     | Ref.   |
| ---- | -------------------------- | --------- | ------------------------- | ------ |
| 2020 | Endlings                   | Dramaturg | NYTW; Febrer–Març, 2020   | [ 19 ] |
| 2020 | The Seagull on The Sims 4. | Dramaturg | NYTW; Octubre 27–28, 2020 | [ 20 ] |

## Reconeixements
| Any  | Associació                                    | Categoria                                                        | Projecte    | Resultat    | Ref    |
| ---- | --------------------------------------------- | ---------------------------------------------------------------- | ----------- | ----------- | ------ |
| 2023 | Aliança de Dones Periodistes de Cinema        | Best Director                                                    | Past Lives  | Nominat     | [ 21 ] |
| 2023 | Aliança de Dones Periodistes de Cinema        | Millor guió original                                             | Past Lives  | Nominat     | [ 21 ] |
| 2023 | Aliança de Dones Periodistes de Cinema        | Millor dona directora                                            | Past Lives  | Nominat     | [ 21 ] |
| 2023 | Aliança de Dones Periodistes de Cinema        | Millor dona guionista                                            | Past Lives  | Guanyador   | [ 21 ] |
| 2023 | Asia Pacific Screen Awards                    | Millor director                                                  | Past Lives  | Guanyador   |        |
| 2023 | Festival Internacional de Cinema de Berlín    | Os d'Or                                                          | Past Lives  | Nominat     |        |
| 2023 | Boston Society of Film Critics                | Millor nou cineasta                                              | Past Lives  | Guanyador   |        |
| 2023 | Premis British Independent Film               | Millor pel·lícula independent internacional                      | Past Lives  | Nominat     |        |
| 2023 | Chicago Film Critics Association              | Millor guió original                                             | Past Lives  | Nominat     |        |
| 2023 | Chicago Film Critics Association              | Premi Milos Stehlik al cineasta innovador                        | Past Lives  | Guanyador   |        |
| 2023 | Dallas–Fort Worth Film Critics Association    | Millor director                                                  | Past Lives  | 5a plaça    | [ 22 ] |
| 2023 | Dublin Film Critics' Circle                   | Millor director                                                  | Past Lives  | Guanyador   |        |
| 2023 | Florida Film Critics Circle                   | Millor director                                                  | Past Lives  | Nominat     |        |
| 2023 | Florida Film Critics Circle                   | Millor primera pel·lícula                                        | Past Lives  | Guanyador   |        |
| 2023 | Florida Film Critics Circle                   | Millor guió original                                             | Past Lives  | Guanyador   |        |
| 2023 | Florida Film Critics Circle                   | Premi Pauline Kael Breakout                                      | Past Lives  | Runner-up   |        |
| 2023 | Premis Gotham                                 | Millor llargmetratge                                             | Past Lives  | Guanyador   | [ 23 ] |
| 2023 | Premis Gotham                                 | Director innovador                                               | Past Lives  | Nominat     | [ 23 ] |
| 2023 | Los Angeles Film Critics Association          | New Generation Award                                             | Past Lives  | Guanyador   |        |
| 2023 | National Board of Review                      | Millor debut en direcció                                         | Past Lives  | Guanyador   |        |
| 2023 | New York Film Critics Online                  | Millor director debutant                                         | Past Lives  | Guanyador   |        |
| 2023 | San Diego Film Critics Society                | Millor primera pel·lícula                                        | Past Lives  | participant |        |
| 2023 | San Diego Film Critics Society                | Millor guió original                                             | Past Lives  | Nominat     |        |
| 2023 | St. Louis Film Critics Association            | Millor director                                                  | Past Lives  | Nominat     | [ 24 ] |
| 2023 | St. Louis Film Critics Association            | Millor guió original                                             | Past Lives  | Nominat     | [ 24 ] |
| 2023 | Festival de Cinema de Sydney                  | Millor pel·lícula                                                | Past Lives  | Nominat     |        |
| 2023 | Toronto Film Critics Association              | Millor guió original                                             | Past Lives  | Nominat     |        |
| 2023 | Washington D.C. Area Film Critics Association | Best Director                                                    | Past Lives  | Nominat     |        |
| 2023 | Washington D.C. Area Film Critics Association | Millor guió original                                             | Past Lives  | Guanyador   |        |
| 2024 | Astra Film Awards                             | Millor director                                                  | Past Lives  | Nominat     | [ 25 ] |
| 2024 | Astra Film Awards                             | Millor primera pel·lícula                                        | Past Lives  | Guanyador   | [ 25 ] |
| 2024 | Astra Film Awards                             | Millor guió original                                             | Past Lives  | Nominat     | [ 25 ] |
| 2024 | Austin Film Critics Association               | Best Director                                                    | Past Lives  | Nominat     | [ 26 ] |
| 2024 | Austin Film Critics Association               | Millor primera pel·lícula                                        | Past Lives  | Guanyador   | [ 26 ] |
| 2024 | Austin Film Critics Association               | Millor guió original                                             | Past Lives  | Guanyador   | [ 26 ] |
| 2024 | Austin Film Critics Association               | The Robert R. "Bobby" McCurdy Memorial Breakthrough Artist Award | Past Lives  | Nominat     | [ 26 ] |
| 2024 | Premis BAFTA                                  | Millor guió original                                             | Past Lives  | Pendent     |        |
| 2024 | Premis BAFTA                                  | Millor pel·lícula en llengua no anglesa                          | Past Lives  | Pendent     |        |
| 2024 | Premis de la Crítica Cinematogràfica          | Millor guió original                                             | Past Lives  | Nominat     | [ 27 ] |
| 2024 | Premis del Sindicat de Directors d'Amèrica    | Millor direcció d'una primera pel·lícula                         | Past Lives  | Pendent     |        |
| 2024 | Premis Independent Spirit                     | Millor director                                                  | Past Lives  | Pendent     | [ 28 ] |
| 2024 | Premis Independent Spirit                     | Millor guió                                                      | Past Lives  | Pendent     | [ 28 ] |
| 2024 | Georgia Film Critics Association              | Millor director                                                  | Past Lives  | Nominat     | [ 29 ] |
| 2024 | Georgia Film Critics Association              | Millor guió original                                             | Past Lives  | Runner-up   | [ 29 ] |
| 2024 | Georgia Film Critics Association              | Breakthrough Award                                               | Past Lives  | Nominat     | [ 29 ] |
| 2024 | Premis Globus d'Or                            | Millor pel·lícula dramàtica                                      | Past Lives  | Nominat     | [ 30 ] |
| 2024 | Premis Globus d'Or                            | Millor director                                                  | Past Lives  | Nominat     | [ 30 ] |
| 2024 | Premis Globus d'Or                            | Millor guió                                                      | Past Lives  | Nominat     | [ 30 ] |
| 2024 | London Film Critics' Circle                   | Guionista de l'any                                               | Past Lives  | Pendent     | [ 31 ] |
| 2024 | National Society of Film Critics              | Millor guió                                                      | Past Lives  | participant |        |
| 2024 | Online Film Critics Society                   | Millor director                                                  | Past Lives  | Pendent     |        |
| 2024 | Online Film Critics Society                   | Millor guió original                                             | Past Lives  | Pendent     |        |
| 2024 | Online Film Critics Society                   | Millor pel·lícula de debut                                       | Past Lives  | Pendent     |        |
| 2024 | San Francisco Bay Area Film Critics Circle    | Millor director                                                  | Past Lives  | Nominat     | [ 32 ] |
| 2024 | San Francisco Bay Area Film Critics Circle    | Millor guió original                                             | Past Lives  | Nominat     | [ 32 ] |
| 2024 | Premis Satellite                              | Millor guió original                                             | Past Lives  | Pendent     | [ 33 ] |
| 2024 | Seattle Film Critics Society                  | Millor director                                                  | Past Lives  | Nominat     | [ 34 ] |
| 2024 | Seattle Film Critics Society                  | Millor guió                                                      | Past Lives  | Nominat     | [ 34 ] |
| 2024 | Festival de Cinema de Sundance                | Premi Vanguard                                                   | Celine Song | Guanyador   |        |